# Fibré de Clifford
En mathématiques, le fibré de Clifford est un concept de géométrie différentielle qui permet d'étendre la notion d'algèbre de Clifford au cadre des variétés riemanniennes orientées, donc d'espaces « courbes » munis d'une métrique. De même que l'algèbre de Clifford, le fibré de Clifford offre un cadre de calcul utile pour introduire les concepts de géométrie spinorielle.
Un concept apparenté porte un nom très proche : un fibré en modules de Clifford est un fibré vectoriel dont les fibres portent une structure de module de Clifford, c'est-à-dire forment un espace de représentation du fibré de Clifford. Cela inclut le fibré de Clifford lui-même, les éventuels fibrés de spineurs, et cela donne un cadre convenable pour définir le concept général d'opérateur de Dirac.

## Généralités

### Définitions possibles
Soit X une variété riemannienne orientée. On peut considérer le fibré des p-multivecteurs, c'est-à-dire tenseurs d'ordre (p,0) : {\displaystyle \bigotimes ^{p}TX}. 
On peut définir le fibré de Clifford exactement comme on définit l'algèbre, c'est-à-dire l'espace obtenu en
considérant une loi produit sur les multivecteurs de tous ordres telle que
toutes les expressions {\displaystyle v\times v+\|v\|^{2}} soient nulles. 
Formellement, le fibré est donc un espace quotient du fibré des tenseurs par le fibré {\displaystyle I(TX)} des idéaux engendrés par les éléments de la forme {\displaystyle v\otimes v+\|v\|^{2}} :
{\displaystyle \mathrm {C} \ell (X)=\left(\sum _{r=0}^{+\infty }\bigotimes ^{p}TX\right)/I(TX)}
Et de façon plus générale, on parle de fibré de Clifford d'un fibré riemannien orienté E : on reprend la même définition avec des puissances tensorielles de E au lieu de TM.
Une autre définition possible du fibré de Clifford est de dire qu'il s'agit du fibré associé à la représentation ordinaire du groupe spécial orthogonal {\displaystyle SO(n)} dans l'algèbre de Clifford {\displaystyle \mathrm {C} \ell (\mathbb {R} ^{n})}.

### Extension des résultats sur les algèbres de Clifford
Le fibré ainsi construit possède, fibre à fibre, une structure d'algèbre de Clifford. La ℤ2-graduation subsiste, qui permet de décomposer le fibré en fonction de la parité
{\displaystyle \mathrm {C} \ell (E)=\mathrm {C} \ell ^{0}(E)\oplus \mathrm {C} \ell ^{1}(E)}
On retrouve également un isomorphisme canonique avec l'algèbre extérieure, et donc une ℤ-graduation
en tant que fibré vectoriel.
La connexion de Levi-Civita associée à la métrique offre un moyen canonique de dériver vecteurs et tenseurs : il lui est associé une connexion canonique sur le fibré de Clifford, qui respecte la ℤ-graduation et la ℤ2-graduation. La forme volume a une dérivée covariante nulle (elle est dite "parallèle"). On a une règle de Leibniz pour les sections du fibré de Clifford et la loi produit de Clifford : 
{\displaystyle \nabla (\phi \times \psi )=\phi \times (\nabla \psi )+(\nabla \phi )\times \psi }

### Fibré complexe
On peut introduire les algèbres et fibrés de Clifford complexes par complexification des algèbres réelles. Ils possèdent un opérateur de chiralité qui s'exprime dans une base orthonormée directe de la façon suivante
{\displaystyle \Gamma =i^{\lceil n/2\rceil }e_{1}\times \dots \times e_{n},}
calcul qui est en fait indépendant de la base choisie et qui donne une section du fibré de Clifford.

## Représentations: les fibrés en modules de Clifford
Un fibré en modules de Clifford S sur X est formé fibre à fibre, de modules à gauche sur l'algèbre de Clifford. Ainsi on  peut multiplier une section de S par une section de l'algèbre de Clifford, par exemple un champ de vecteurs : cela est alors noté {\displaystyle X\cdot \sigma }.

### Fibrés et opérateurs de Dirac
Les fibrés les plus intéressants sont les fibrés de Dirac pour lesquels on dispose d'une structure riemannienne et d'une connexion adaptées au sens que 
- la multiplication par un vecteur tangent unitaire e de X constitue une isométrie de la fibre de S
{\displaystyle <e\cdot \sigma _{1},e\cdot \sigma _{2}>=<\sigma _{1},\sigma _{2}>}
- la connexion est compatible avec la structure de module 
{\displaystyle \nabla (\phi \cdot \sigma )=(\nabla \phi )\cdot \sigma +\phi \cdot \nabla \sigma }
Un tel fibré possède alors un opérateur naturellement défini, l'opérateur de Dirac. On peut en donner l'expression dans une base orthonormale (même s'il ne dépend pas du choix de cette base)
{\displaystyle D\sigma =\sum _{i=1}^{n}e_{i}\cdot \nabla _{e_{i}}(\sigma )}
Le calcul du symbole principal montre que le carré de cet opérateur de Dirac peut être qualifié d'opérateur laplacien agissant sur le fibré S. C'est l'intérêt de telles constructions : obtenir un opérateur de type laplacien,et le mettre sous forme de carré d'un opérateur autoadjoint, ce qui rend la détermination du noyau particulièrement riche d'informations.

### Fibrés spinoriels
Les fibrés spinoriels peuvent être considérés comme des cas particuliers de fibrés de Dirac, mais ils ne sont définis que si la variété X dispose d'une structure spinorielle : Spin ou au moins Spinc.